# Fortifications de Cherbourg
Les fortifications de Cherbourg ont longtemps été un signe de l'importance de la place, bien qu’elles n’aient pas permis de protéger la ville des agressions extérieures, notamment pendant la guerre de Cent Ans. Les remparts furent démantelés au XVIIIe siècle, sous le règne de Louis XIV.

## Les ensembles fortifiés

### Le château
Le château était situé dans la partie méridionale de la ville, dont il occupait environ un tiers de sa superficie. Son assiette correspond globalement à la zone comprise entre les rues des Fossés, du Château, du Maréchal-Foch et le quai de Caligny, placées à la limite de la contrescarpe de la douve.

### La ville médiévale
Les murailles et fossés s'étendaient au nord-ouest du château avec pour limites : la rue du Commerce, la totalité de la rue François-La-Vieille, coupant la place de la République, englobant l'église de la Trinité et joignant au château par la rue de la Marine. Le quadrilatère très irrégulier ainsi délimité a comme plus grand côté 429 mètres pour 273 mètres de largeur moyenne, et un parcours de près de 1 150 mètres de long. L'enceinte flanquée de onze tours était protégé par un fossé en eau. Des vestiges de cette muraille dans ce qui reste des jardins du presbytère permettent de situer sa hauteur à près de 13 mètres.
C'est une ville aux ruelles étroites avec de nombreux passages (les boels), tassée entre le château et l'église de la Trinité. Les maisons sont construites pour l'essentiel en plaquette de schiste assez friables. On trouve peu de colombages. La mer bat les remparts de la ville.

## Historique
À la suite d'un débarquement Anglais en 1295, où la ville et l'abbaye du Vœu avaient été incendiées, Philippe le Bel, en 1300, fit édifier une enceinte afin de protéger la ville, muraille qui résista en 1314, en 1326, lors d'un nouveau raid anglais, après qu'ils ont incendié Barfleur, en 1346, face aux troupes d'Édouard III lors de sa chevauchée sur le sol français, et en 1415, ainsi qu'à Du Guesclin en 1378.
L'enceinte urbaine ainsi que le château seront encore renforcés, en 1347, par le roi de France. Les défenses sont une nouvelle fois renforcées, voir agrandies, par Charles le Mauvais, en 1354, qui reçoit la ville par échange, à la suite du traité de Mantes, et un nouveau château remplace l'ancien. Ce qui fera dire à Monstrelet (v. 1400-1453) que la ville et le château étaient les plus fortes places de Normandie.
En 1543, François Ier fera construire les bastions, augmentant légèrement la superficie de la ville close.
Sous Louis XIII, les murailles et le château sont encore en place, et hormis le bastion situé au sud, la ville est restée médiévale. Les habitations se retranchent encore derrière les fortifications, et rares sont les maisons bâties hors les murs. Le château et l'enceinte seront rasés sous Louis XIV.

## Description

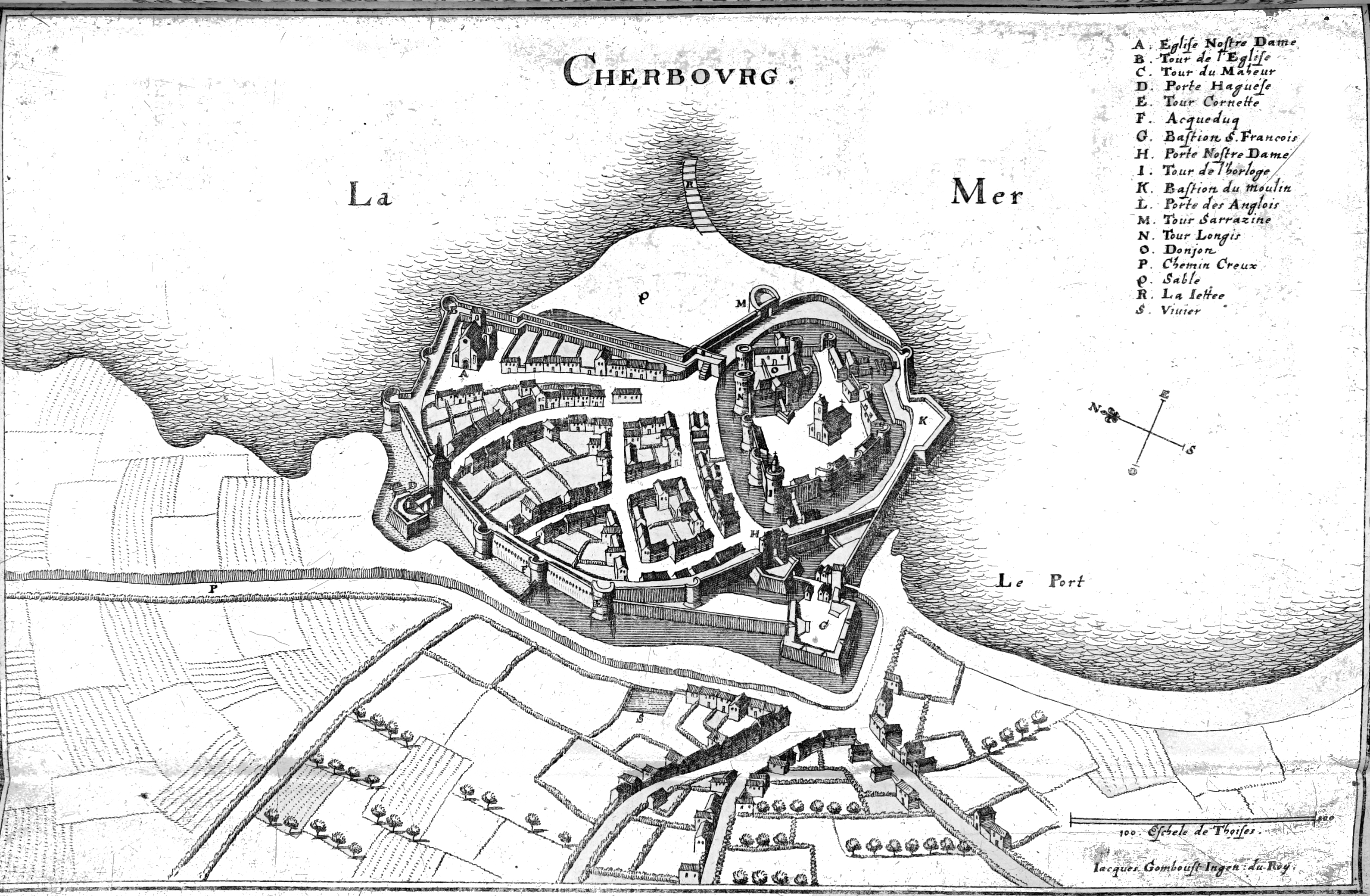
Cherbourg au XVIIe siècle. Plan de Gomboust.
A. Église Notre-Dame — B. Tour de l'Église — C. Tour de Gouberville — D. Porte Haguèse — E. Tour Cornette — F. Aqueduc — G. bastion Saint-François — H. Porte Notre-Dame — I. Tour de l'Horloge — K. Bastion du Moulin — L. porte des Anglais — M. Tour Sarrasine — N. Tour Longis — O. Donjon — P. Chemin Creux — Q. Sable — R. La Jetée — S. Le vivier.

Dans le sens des aiguilles d'une montre en partant du château on trouvait :
- la tour des Sarrasins (M). De plan semi-circulaire et éclairée d'une échauguette, elle fut construite après le siège de 1450[7]. Servant de magasin à poudre, elle subsista jusqu'en 1778[7] ; en zigzag avec un angle saillant et un angle rentrant, la courtine d'une longueur de 136 mètres joignait la tour du Moulin ;
- la tour du Moulin[note 4] ou tour Longue (dominait l'estuaire de la Divette), circulaire, éclairée d'une échauguette, elle avait pris le nom d'un moulin à marée situé à proximité. Soixante-quatorze mètres la séparaient de la tour la plus méridionale de l'enceinte[note 5], et ensuite 136 mètres et deux brisures de courtine entre cette dernière tour méridionale et la porte Notre-Dame ;
- la tour de l'horloge (I)[note 6] ;
- la porte Notre-Dame (H)[note 7], la plus ancienne de Cherbourg, était flanquée de deux tourelles. Une chicane la faisait communiquer avec la poterne du château. Une grosse muraille, en ligne droite, longe de 90 mètres allait jusqu'à une petite tour puis après un léger changement d'orientation, une portion de courtine de 90 mètres également, prenant plein nord jusqu'à la tour Cornette. Une petite poterne s'ouvrait sur la rue du Blé[note 8], dans ce rempart ;
- la tour Cornette (E)[note 9], grosse tour cylindrique éclairée d'une échauguette. De là, la muraille joignait, après un fléchissement à l'est et après avoir traversée les propriétés du côté est de la rue François-La-Vieille en ligne droite la tour Carrée. La muraille entre ces deux tours mesurait 175 mètres et était partagée en trois tronçons à peu près égaux, par deux tours circulaires ;
- la tour Carrée (D)[note 10]. De celle-ci, la muraille bifurquait plus à l'est pour rejoindre à 98 mètres la tour de Gouberville ;
- la tour de Gouberville (C). Semi-circulaire, elle s'éclairait par une échauguette, et on en voyait encore au début du XIXe siècle les vestiges. Ensuite la courtine, après un angle à 110° venait s'accoler à la tour de l'église, ces dernières était reliée par une courtine de 98 mètres, avec en son milieu une tour semi-circulaire ;
- la tour de l'église (B)[note 11]. Circulaire, avec un diamètre de 11 mètres à la base et d'une hauteur de 10,36 mètres, elle prenait le jour par une échauguette. Elle tenait son nom au fait de sa proximité avec le chœur de l'église de la Sainte-Trinité. Abattue en 1850[7], en 1977[7], lors de travaux, sa base, remise au jour a été préservée. À noter que la mer, avant la construction du quai, venait à ses pieds. Enfin un dernier tronçon de courtine de près de 260 mètres, dépourvue de tour venait joindre la tour des Sarrasins. Cette muraille était uniquement percée d'une poterne située à 60 mètres en arrière du débouché de la Grande-Rue.

Près du château, qui occupait toute la partie orientale de l'enceinte, se situait une autre porte de la ville, la porte Saint-François.
En 1543, François Ier vint inspecter les fortifications, fit curer les fossés et ordonna la construction de bastions peut être par l'ingénieur italien Girolamo Bellarmato. Le premier à être érigé le fut à une trentaine de mètres devant la porte Notre-Dame (H), précédée antérieurement par un ravelin pourvu d'une entrée latérale à pont-levis, nommé bastion Saint-François (G), en l'honneur du roi. Il avait la forme d'un as de pique, avec un seul orillon, des embrasures de tir, et une échauguette sur le saillant, assurant ainsi une meilleure défense de l'entrée. À travers la nouvelle courtine sud, une avant-porte dite porte Neuve fut aménagée, tout en gardant la même fonction que l'ancien ravelin. Cette nouvelle courtine était relié à la tour la plus méridionale de l'enceinte. vers le nord, le bastion Saint-François fut relié également par une nouvelle courtine à la tour Cornette (E). Ces modifications augmentaient légèrement la superficie de la ville fortifiée. La tour la plus méridionale (tour du moulin) fut remplacé sous Louis XIII, ou peut être avant par un nouveau bastion dit du Moulin (K) à deux larges faces. De même, un ravelin (ou lunette) à longs flancs (D), avec une échauguette sur chaque saillant des deux faces fut érigé face à la tour Carrée et avait pour rôle de protéger la poterne qui avait été aménager pour accéder à la tour qui lui servait d'accès (porte Haguèse).

## Vestiges du Cherbourg médiéval
La ville a gardé peu de vestiges de son passé médiéval, hormis deux éléments médiévaux des anciens remparts, et, le tracé des rues de la « vieille ville » qui ont pour la plupart subsisté.
Si on emprunte la rue Tour Carrée du côté de la place de la République, on a sur notre gauche, rejoignant le parvis de l'église de la Trinité, la rue du Nord, la venelle de l'Église, la rue d'Espagne. À droite, c'est une longue et étroite venelle qui rejoint la rue au Blé (anciennement rue au Bled), puis cette même rue. La rue au Blé et la Grande rue (parallèle aux fossés du château), encadraient tout un lacis de passage que la place du Marché à totalement gommé. Le Boël Meslin, la rue au Fourdray en sont des témoignages. Le passage Digard courait entre la rue au Blé et le rempart. À l'angle de la rue au Blé, la cour Saint-Laurent qui ouvre sur la rue du Commerce (anciennement rue de la Vase). C'est par cette rue qu'on accédait à l'entrée du château.
Les fondations de la tour de l'Église sont retrouvées en 1977 lors de travaux au bord du quai de Caligny, près de la forme de radoub, face à la basilique Sainte-Trinité. Quelques pierres de sa base sont gardées visibles au milieu d'un parterre à l'entrée du parking du Petit perroquet. Une portion de la muraille contre laquelle s'appuie le chœur de la basilique reste également visible. Place de la Révolution, au no 20-22, on peut voir la première mairie de Cherbourg, installée en 1789 dans une maison de fin XVe siècle-début XVIe siècle, une des plus anciennes encore existantes dans la ville.

Les vestiges médiévaux de Cherbourg
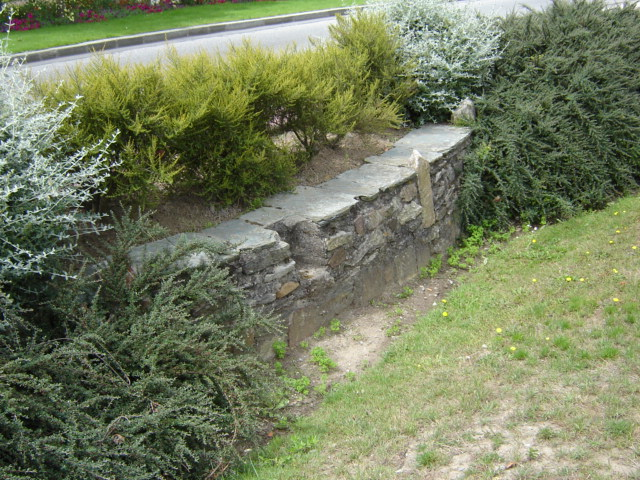
Vestiges de la tour de l'Église.
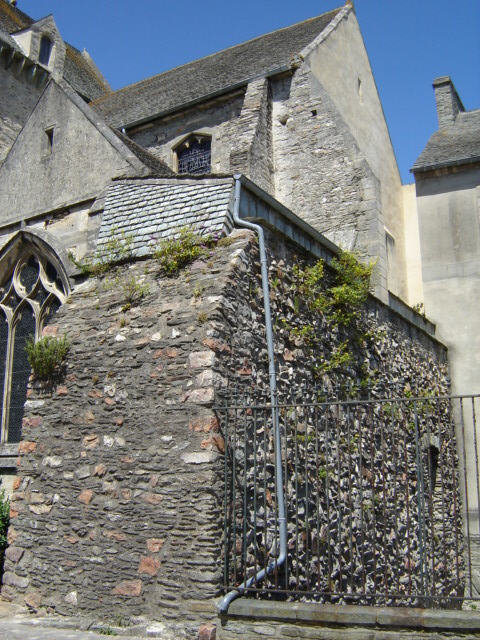
Dernière portion des murailles, servant d'appui à la basilique.
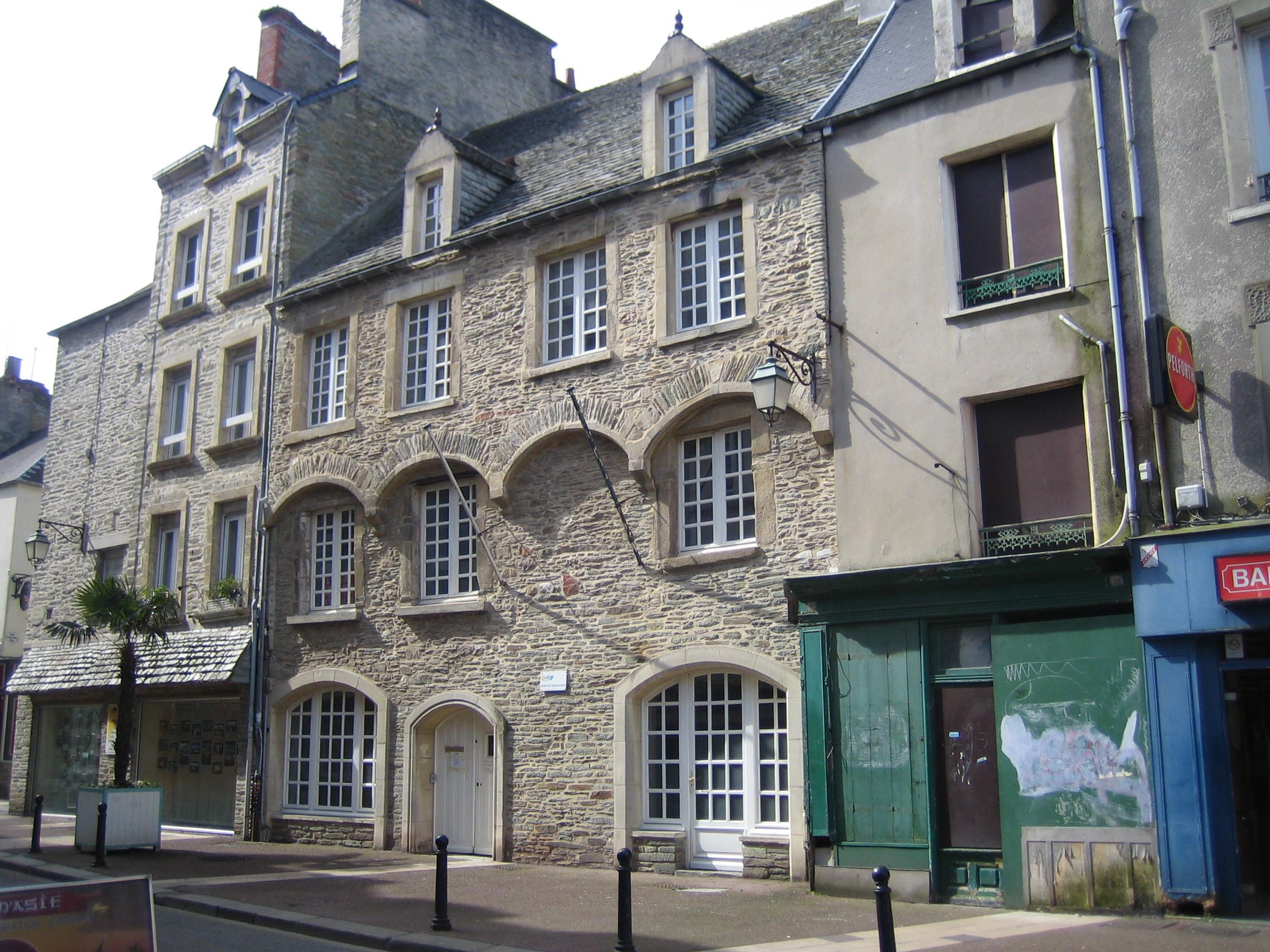
Bâtiment du XVIe siècle, ayant abrité la première mairie de Cherbourg.
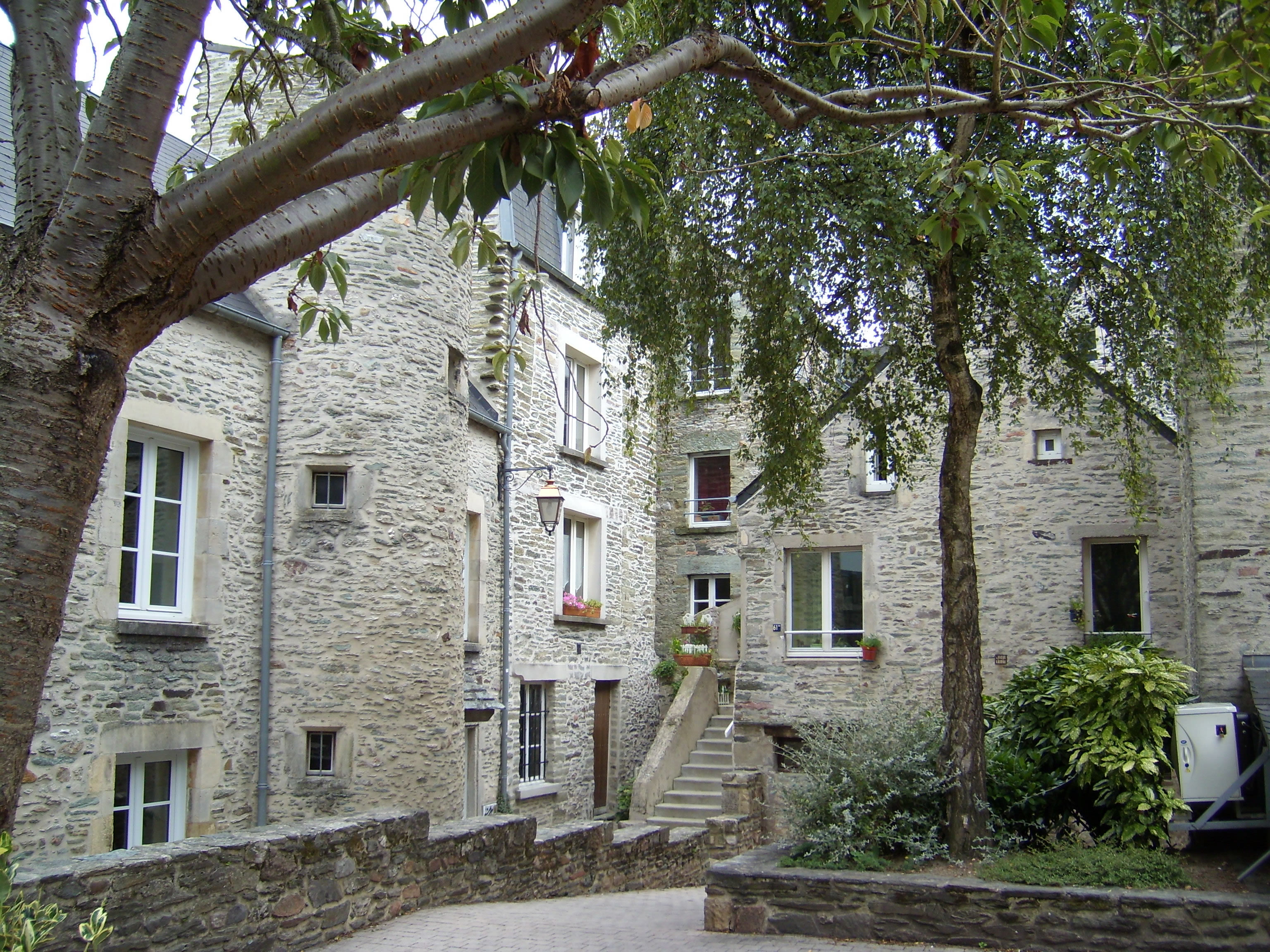
Le passage Digard avec ses vieilles maisons rénovées.

## Découvertes archéologiques

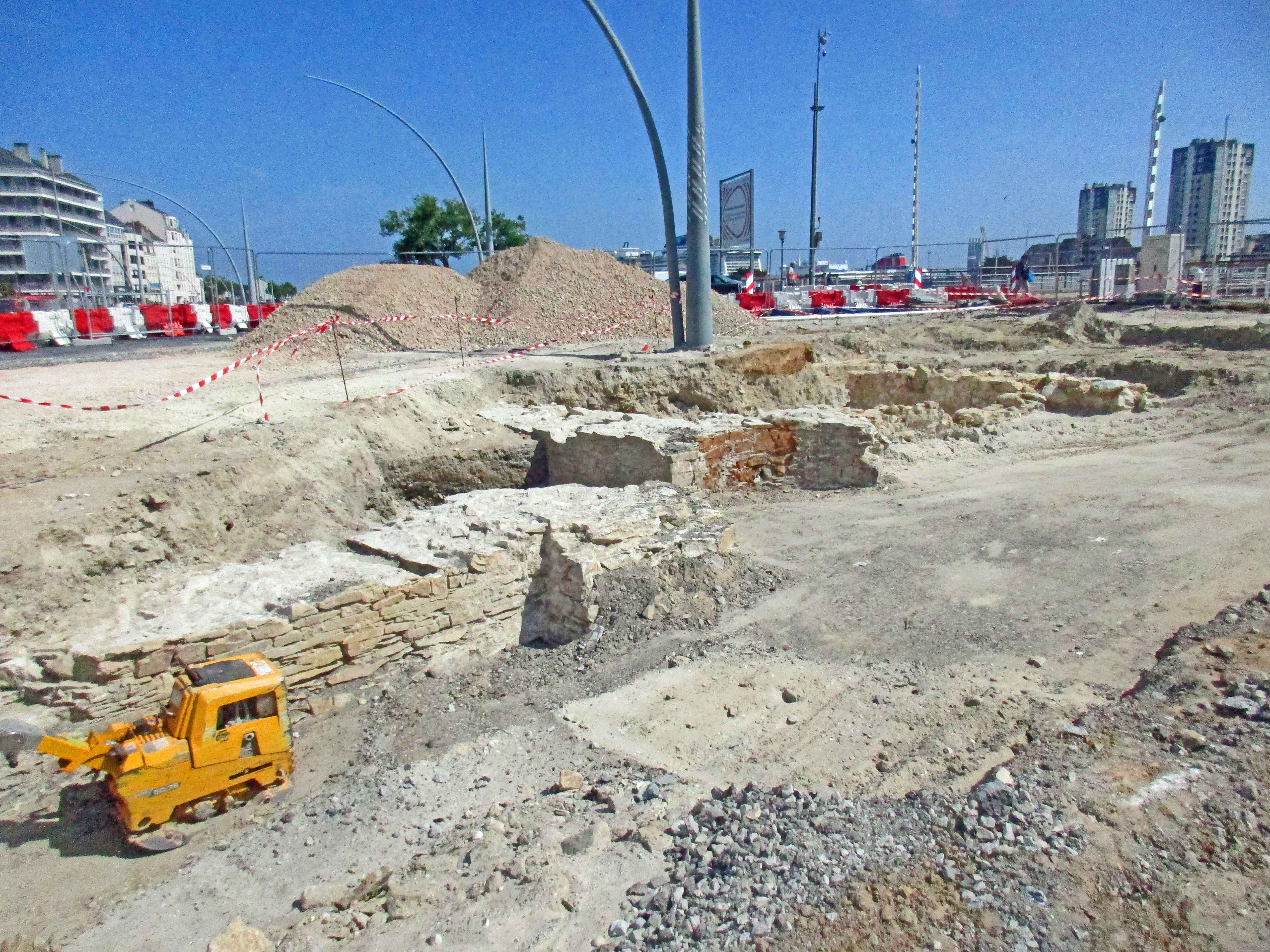
Vestiges révélés en 2023 de la tour du Moulin et des remparts attenants.

En 2019, des fouilles archéologiques préventives sont réalisés par l'INRAP lors du réaménagement du parking Notre-Dame, où se situait une partie du château, notamment la haute-cour et son donjon. Sont notamment révélés des vestiges de deux tours du château et une partie du rempart sud. Située au milieu du parking, la plus imposante des deux tours, d'environ 15 m de diamètre, ne correspond à aucune de celles figurant sur les plans et gravures du XVIIe siècle. Les archéologues avancent donc qu'il pourrait s'agir d'une tour plus ancienne.
En mai 2023, dans le cadre de travaux de voirie au Pont-Tournant de Cherbourg, les archéologues de l'INRAP mettent au jour les vestiges de la tour du Moulin, ainsi que 24 mètres du rempart sud et 10 mètres du rempart ouest de chaque côté de la tour. La tour du Moulin, dégagée jusqu'à un mètre de hauteur par endroits, était attendue un peu plus au sud-ouest d'après les plans de Vauban de 1686. Est découvert également un bâtiment édifié contre la face externe du rempart après l'arasement de la tour, à la fin du XVIIe siècle. Ce bâtiment a été comblé entre la fin du XVIIIe siècle et le début du XIXe siècle. Pour les archéologues, « la découverte de cet ensemble pose déjà la question du tracé réel et de l'utilisation des fortifications urbaines de Cherbourg, entre la période médiévale et les temps modernes ».